# Торфоболото
Торфоболо́то (рос. Торфоболото) — селище у складі Митищинського міського округу Московської області, Росія.
Стара назва — Торф-Болото.

## Населення
Населення — 63 особи (2010; 33 у 2002).
Національний склад (станом на 2002 рік):
- росіяни — 94 %